# 1992年第一号热带低气压
第一号热带低气压（英語：Tropical Depression One）是一场持续时间虽短，但却于1992年6月下旬在佛罗里达州西南部引发百年一遇洪灾的热带气旋，也是1992年大西洋飓风季的第二个热带气旋和第一个热带低气压，于6月25日经东风波发展而成。由于所在环境有强烈风切变，天气系统的环流中心杂乱无章、难以定位，大部分对流位于中心东南方向且距离遥远。气旋朝东北方向移动，于6月26日从佛罗里达州坦帕附近登陆，之后不久便在陆地上空消散。
低气压同西侧的上层低压槽共同影响，在沿途产生暴雨，古巴和佛罗里达州的最高降雨量分别达到849和635毫米。暴雨在古巴导致两人遇难，数以百计的民房被毁。佛罗里达州发生严重洪灾，并以萨拉索塔县和马纳提县灾情严重。约有4000套房屋受到影响，成千上万的居民被迫撤离。洪灾在佛罗里达州导致两人丧生，还引发交通事故，间接造成人命损失。整个佛罗里达州的损失总额超过260万美元（1992年美元）。

## 气象历史
6月12日，一股弱东风波离开非洲西海岸向西穿越热带大西洋，在此期间发展出的对流很少，经过向风群岛南部后再又从中美洲北部经过。6月20日，东风波进入西南加勒比海，对流此时已有增长。受东太平洋逐渐发展的飓风西莉亚和墨西哥湾上空中到上层低压槽产生的西南偏南气流影响，这片扰动天气区总体朝西北偏北方向，经过加勒比海的同时还在逐渐向古巴和佛罗里达州南部扩散。6月24日，尤卡坦海峡附近发展出中层环流，此后不久的卫星图像表明古巴最西侧附近有深层对流和部分气旋式环流存在。6月24日晚，气象机构派出飓风猎人侦察机飞入天气系统，确定是否有热带气旋形成，但侦察机没有发展闭合环流。接下来的卫星图像显示有下层环流逐渐形成，经船只和浮标数据确认，系统于6月25日在佛罗里达州基韦斯特西南偏西方向约375公里海域发展成第一号热带低气压。由于之前错把4月的亚热带风暴归类成热带气旋，因此国家飓风中心此时又错将气旋归类成第二号热带低气压。
虽然成为热带气旋，但热带低气压杂乱无章，大部分对流都因强烈上层风切变影响而保持在远离大范围环流中心的西南方向。墨西哥湾的低压槽和东太平洋的飓风西莉亚产生的外流都导致风切变强度居高不下，美国国家飓风中心因此预测气旋的强度和组织结构都不会再有显著发展。风暴向北移动，之后转向东北，于6月26日从佛罗里达州坦帕以北不远处登陆，此时组织结构依然非常混乱。下层环流在穿越佛罗里达半岛期间消散，气旋残留继续向东北移动，最终被西大西洋上空的大型温带气旋吸收。

## 影响

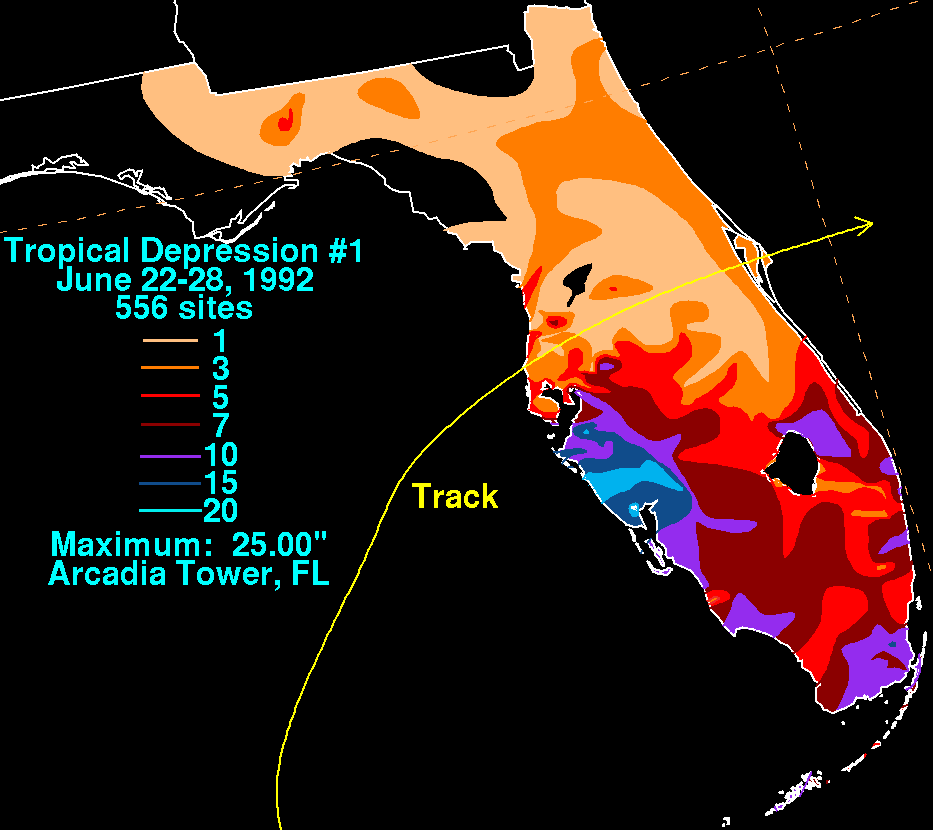
第一号热带低气压的降水分布

热带低气压同西侧的上层低压槽共同影响令古巴普降中到大雨，最高降雨量达849毫米，是有纪录以来热带气旋在该国产生的第五高降雨量。雨水主要影响的省份包括比那尔德里奥省、马坦萨斯省和哈瓦那省，该国有两人丧生，另有一名来自阿拉伯国家的学生失踪，估计已经溺毙。比那尔德里奥省和哈瓦那省爆发洪灾，有数以百计的房屋受损或被毁。
佛罗里达州沿海地区出现中等强度风力，并以那不勒斯风速最高，达到每小时82公里。同古巴一样，该州也降下倾盆大雨，最高降雨量达635毫米。州内大面积地区降水超过255毫米，萨拉索塔县各地雨量普遍在510毫米以上。萨拉索塔县和马纳提县因降水爆发的洪灾都属百年一遇水平，局部地区水深达1.8米，马纳提县因洪灾进入紧急状态。该县约有3000人被迫离开家园，有些人还是乘船撤离。洪灾令奥内科（Oneco）及其周边约50幢房屋受损，但由于疏散及时，没有人员因此受伤。马纳蒂县的水库水位上涨超过11.9米之多，超出正常水平1.2米，促使政府官员开闸放水。

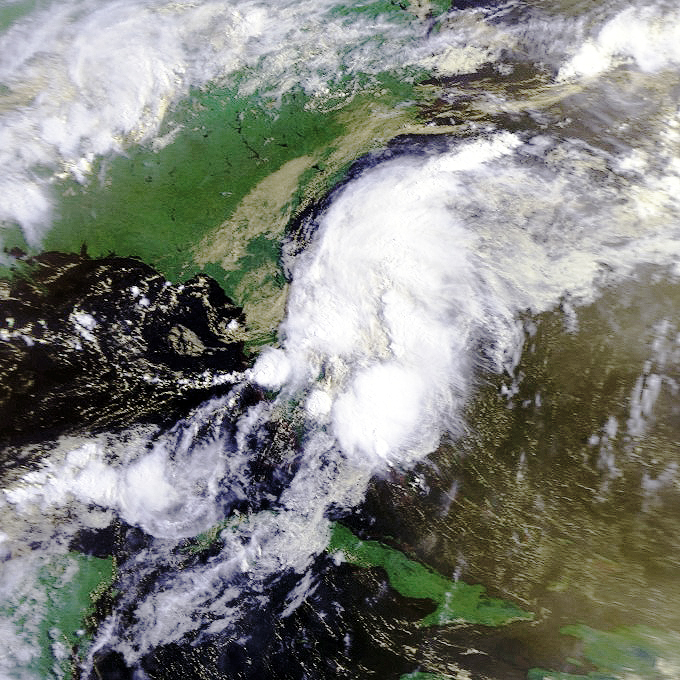
消散前不久的第一号热带低气压

萨拉索塔县多条道路因洪水封闭，还有许多小溪和小河泛滥成灾，其中马溪（Horse Creek）的洪峰超过洪水水位1.8米。道路和桥梁一共受到价值约100万美元的破坏。由于发生洪灾的区域地势平坦，洪水持续多天未退。气旋在诺科米斯（Nokomis）的移动房屋园地催生出龙卷风，导致三套移动房屋的屋顶被毁，另有12套出现破损。佛罗里达州因风暴经过造成约4.5万用户失去供电，其中大部分都是由强烈阵风引起。电力公司额外安排许多工作人员抢修，所以电力供应很快恢复。中等强度大风将阳光高架桥最北端的建筑起重机推倒，导致该桥临时封闭，直到35分钟后起重机移走才恢复通行。皮尼拉斯县有一名男子驾车经过被淹的道路时失控撞上混凝土电线杆，最终伤重不治。另据报导，当地的桔树也因洪水受到重创。佛罗里达州的损失总额超过260万美元，约有4000套房屋受洪灾影响，另有70套毁于一旦。全州共有两人直接因气旋丧生。
洪灾过去约六周后，美国总统乔治·赫伯特·沃克·布什于8月14日宣布夏洛特县、德索托县、马纳提县和萨拉索塔县为重大灾区。此举令上述各县在善后救灾方面可以得到联邦资金援助。